# ارتفاع أسعار النفط (1990)
ارتفاع أسعار النفط في 1990 أو أزمة الطاقة الثالثة وقعت نتيجة الغزو العراقي للكويت في 2 أغسطس 1990. هو الغزو الثاني لصدام حسين لأحد أعضاء أوبك. الأزمة التي استمرت تسعة أشهر فقط أدت لإرتفاع سعر النفط أقل تطرفا ولمدة أقصر من الأزمات النفطية السابقة الأولى والثانية لكن الارتفاع استمر حتى بداية عقد التسعينات. ارتفع متوسط سعر النفط الشهري من 17 دولار أمريكي للبرميل في يوليو إلى 36 دولار أمريكي للبرميل في أكتوبر. شهد التحالف الذي قادته الولايات المتحدة نجاح عسكري ضد القوات العراقية مخاوف بشأن نقص الامدادات على المدى الطويل وتراجعت وبدأت الأسعار في الانخفاض.

## الغزو العراقي للكويت وما تلاها من الآثار الاقتصادية

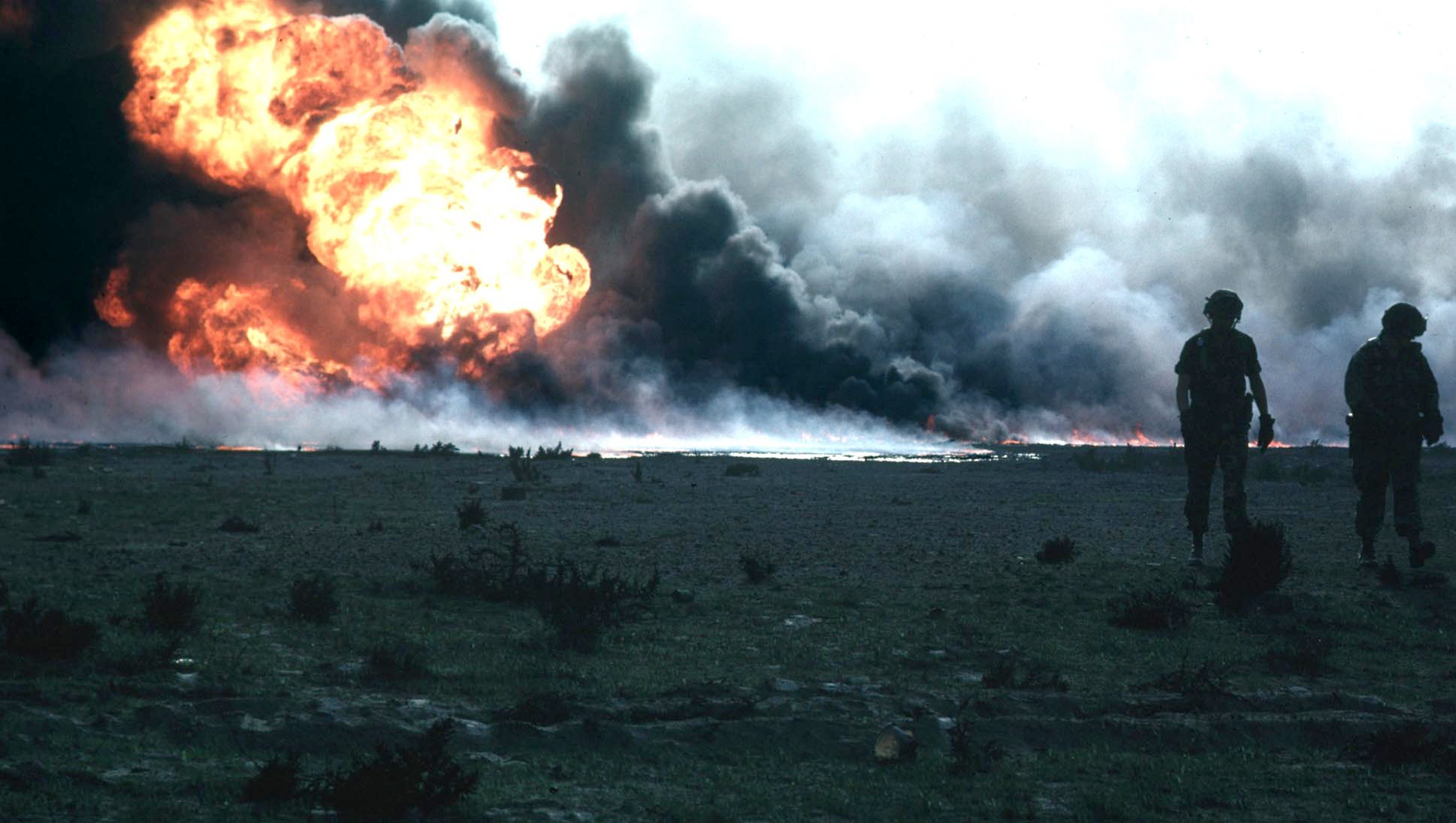
إحدى مئات الحرائق لآبار النفط الكويتية التي أشعلتها القوات العراقية المنسحبة في عام 1991.

في 2 أغسطس 1990 غزت جمهورية العراق دولة الكويت مما أدى إلى احتلال دام سبعة أشهر للكويت مما أدى إلى تدخل عسكري بقيادة الولايات المتحدة. في حين ادعى العراق رسميا بأن الكويت قام بسرقة نفطه عبر الحفر المائل وكانت الدوافع الحقيقية أكثر تعقيدا وأقل وضوحا. في وقت الغزو كان العراق اقترض من الكويت 14 مليار دولار أمريكي التي لم تسدد وذلك أثناء حرب الخليج الأولى. بالإضافة إلى ذلك شعر العراق بأن الكويت ساهم في وجود فائض للنفط من خلال زيادة الإنتاج مما أدى إلى انخفاض الأسعار الذي أضر بأرباح النفط للعراق الذي كان يعاني في ذلك الوقت من ضائقة مالية.
استعدادا للغزو أنتج العراق والكويت 4.3 مليون برميل (680 ألف متر مكعب) من النفط يوميا. هذه الخسارة المحتملة بجانب تهديدات السعودية بشأن إنتاج النفط السعودي أدى إلى ارتفاع في الأسعار من 21 دولار للبرميل في نهاية يوليو إلى 28 دولار للبرميل في 6 أغسطس. في أعقاب الغزو ارتفعت الأسعار إلى ذروتها لى أن وصلت 46 دولار للبرميل في منتصف أكتوبر.
ساعد تدخل الولايات المتحدة السريع والنجاح العسكري اللاحق للتخفيف من المخاطر المحتملة لإمدادات النفط في المستقبل وبالتالي تهدئة السوق واستعادة الثقة. بعد تسعة أشهر فقط هدأ الارتفاع على الرغم من أن حرائق آبار النفط الكويتية التي أشعلتها القوات العراقية المنسحبة لم تنطفئ تماما حتى نوفمبر 1991 حيث استغرق الأمر سنوات لإنتاج مشترك بين البلدين لاستعادة مستواه السابق.

### الرد المالي الأمريكي
تشديد السياسة النقدية في الاحتياطي الفيدرالي الأمريكي في عام 1988 استهدف التضخم السريع في عقد 1980. من خلال رفع أسعار الفائدة وخفض توقعات النمو كان البنك الاحتياطي الفيدرالي يأمل أن يتباطأ في نهاية المطاف ويحد من الضغوط التضخمية وخلق مزيد من الاستقرار في الأسعار. في 6 أغسطس اعتبر الغزو تهديد مباشر لاستقرار السعر الذي يسعى إليه المجلس الاحتياطي الاتحادي. في الواقع نشر مجلس المستشارين الاقتصاديين تقدير مدته سنة واحدة أن زيادة بنسبة 50 في المائة في أسعار النفط يمكن أن يزيد من مستوى الأسعار في الاقتصاد مؤقتا بنسبة 1 في المائة والناتج الحقيقي يحتمل أن يكون أقل من قبل بنفس المبلغ.
على الرغم من إمكانية التضخم قرر البنك الفيدرالي الأمريكي والبنوك المركزية في جميع أنحاء العالم أنه لن يكون من الضروري رفع أسعار الفائدة لمواجهة ارتفاع أسعار النفط. بدلا من ذلك قرر المجلس الاحتياطي الاتحادي الأمريكي الحفاظ على أسعار الفائدة كما لو أن ارتفاع أسعار النفط لم تحدث. هذا القرار بالامتناع عن العمل نابع من الثقة في النجاح المستقبلي لعملية عاصفة الصحراء لحماية المنشآت الرئيسية المنتجة للنفط في الشرق الأوسط وإرادة للحفاظ على المصداقية على المدى الطويل لسياسة الاقتصاد التي كانت قد تراكمت خلال عقد 1980.
لتجنب اتهامه بالتقاعس في مواجهة الاضطراب الاقتصادي المحتمل قامت الولايات المتحدة بتعديل قانون الميزانية. في البداية حظر قانون الولايات المتحدة تغيير أهداف عجز الميزانية حتى في حالة حدوث صدمة سلبية على الاقتصاد. عندما ارتفعت أسعار النفط فقدت أعيد النظر في هذا القانون للسماح للحكومة الأمريكية بضبط ميزانيتها للتغيرات في الاقتصاد مما يخفف من خطر ارتفاع الأسعار. كانت النتيجة ارتفاع الأسعار لى حتى وصلت 46 دولار للبرميل في منتصف أكتوبر تلاه انخفاض مطرد في أسعار حتى عام 1994.